# Christina Applegate
Christina Applegate (sinh ngày 25 tháng 11 năm 1971) là một nữ diễn viên người Hoa Kỳ đã giành được giải Emmy, giải Quả cầu vàng và giải Tony. Cô nổi tiếng nhờ vai diễn Kelly Bundy trên Fox Broadcasting Company sitcom Married... with Children. Cô bắt đầu sự nghiệp với vai diễn trên phim ảnh và truyền hình, với vai chính trong một vài hình ảnh bao gồm Don't Tell Mom the Babysitter's Dead, The Big Hit, The Sweetest Thing, Anchorman, Farce of the Penguins, và Alvin and the Chipmunks: The Squeakquel. Bà cũng đã đóng vai chính trong rất nhiều sản phẩm bao gồm cả năm 2005 Broadway làm sôi động với âm nhạc Sweet Charity. Gần đây cô vào vai chính Samantha Newly trên ABC sitcom Samantha Who?.

## Các phim đã tham gia
| Phim        | Phim                                          | Phim                            | Phim                                                                                     |
| Năm         | Phim                                          | Vai diễn                        | Ghi chú                                                                                  |
| ----------- | --------------------------------------------- | ------------------------------- | ---------------------------------------------------------------------------------------- |
| 1979        | Jaws of Satan                                 | Kim Perry                       | Bộ phim đầu tay                                                                          |
| 1981        | Beatlemania                                   | Fan                             | Vai diễn vị thành niên                                                                   |
| 1983        | Grace Kelly                                   | Young Grace Kelly               | Made-For-TV Movie                                                                        |
| 1988        | Dance 'til Dawn                               | Patrice Johnson                 | Made-For-TV Movie; Vai trò diễn viên                                                     |
| 1990        | Streets                                       | Dawn                            | Vai diễn chính                                                                           |
| 1991        | Don't Tell Mom the Babysitter's Dead          | Sue Ellen Crandell              | Vai diễn chính                                                                           |
| 1995        | Vibrations                                    | Anamika                         | Vai diễn chính                                                                           |
| 1995        | Wild Bill                                     | Lurline Newcomb                 | Vai diễn phụ                                                                             |
| 1995        | Across the Moon                               | Kathy                           | Vai diễn chính                                                                           |
| 1996        | Mars Attacks!                                 | Sharona                         | Vai diễn vị thành niên                                                                   |
| 1997        | Nowhere                                       | Dingbat                         | Vai diễn phụ                                                                             |
| 1998        | Jane Austen's Mafia!                          | Diane Steen                     | Vai trò diễn viên                                                                        |
| 1998        | The Big Hit                                   | Pam Schulman                    | Vai diễn chính                                                                           |
| 1998        | Claudine's Return                             | Claudine Van Doozen             | Vai diễn chính                                                                           |
| 1999        | Out in Fifty                                  | Lilah                           | Vai diễn phụ                                                                             |
| 2000        | The Brutal Truth                              | Emily                           | Vai diễn chính                                                                           |
| 2001        | Sol Goode                                     | chưa biết                       | Uncredited                                                                               |
| 2001        | Prince Charming                               | Kate                            | Made-For-TV Movie; Vai diễn chính                                                        |
| 2001        | Just Visiting                                 | Princess Rosalind/Julia Malfete | Vai diễn chính                                                                           |
| 2002        | The Sweetest Thing                            | Courtney Rockcliffe             | Vai trò diễn viên                                                                        |
| 2002        | Heroes                                        | Wife                            | Vai diễn vị thành niên                                                                   |
| 2003        | Grand Theft Parsons                           | Barbara                         | Vai trò diễn viên                                                                        |
| 2003        | Wonderland                                    | Susan Launius                   | Vai diễn vị thành niên                                                                   |
| 2003        | View from the Top                             | Christine Montgomery            | Vai trò diễn viên                                                                        |
| 2004        | Surviving Christmas                           | Alicia Valco                    | Vai trò diễn viên                                                                        |
| 2004        | Anchorman: The Legend of Ron Burgundy         | Veronica Corningstone           | Vai trò diễn viên                                                                        |
| 2004        | Employee of the Month                         | Sara Goodwin                    | Vai trò diễn viên                                                                        |
| 2005        | Tilt-A-Whirl                                  | Customer #1                     | Vai diễn phụ                                                                             |
| 2005        | Suzanne's Diary for Nicholas                  | Dr. Suzanne Bedford             | Made-for-TV Movie; Vai diễn chính                                                        |
| 2007        | Farce of the Penguins                         | Melissa (voice)                 | Vai trò diễn viên                                                                        |
| 2008        | The Rocker                                    | Kim Powell                      | Vai diễn phụ                                                                             |
| 2009        | Alvin and the Chipmunks: The Squeakquel       | Brittany (voice)                |                                                                                          |
| 2010        | Everything Is Going to Be Just Fine           | Elizabeth Montgomery            | Trong sản xuất                                                                           |
| 2010        | Going The Distance                            | không biết                      | Trong sản xuất                                                                           |
| Truyền hình |                                               |                                 |                                                                                          |
| Năm         | Tiêu đề                                       | Vai diễn                        | Ghi chú                                                                                  |
| 1972        | Days of Our Lives                             | Baby                            | Screen debut, aged 3 months                                                              |
| 1981        | Father Murphy                                 | Unknown                         | 1 tập                                                                                    |
| 1984        | Charles in Charge                             | Unknown                         | 2 tập                                                                                    |
| 1985        | Washingtoon                                   | The Daughter                    | 1 Season; Starring role                                                                  |
| 1986        | Silver Spoons                                 | Jeannie Bolens                  | 1 Episode: "A Family Affair"                                                             |
| 1986        | All Is Forgiven                               | Unknown                         | 1 tập                                                                                    |
| 1986        | Still the Beaver                              | Unknown                         | 1 tập                                                                                    |
| 1986        | Amazing Stories                               | Unknown                         | 1 tập                                                                                    |
| 1986-1987   | Heart of the City                             | Robin Kennedy                   | 1 Season; Starring role                                                                  |
| 1987        | Family Ties                                   | Kitten                          | 1 tập: "Band On The Run"                                                                 |
| 1987-1997   | Married... with Children                      | Kelly Bundy                     | 11 Seasons; Starring role                                                                |
| 1988        | 21 Jump Street                                | Unknown                         | 1 tập                                                                                    |
| 1991        | Top of the Heap                               | Kelly Bundy                     | 2 tập                                                                                    |
| 1993        | Saturday Night Live                           | Herself                         | Guest host: 8 tháng 5 năm 1993                                                           |
| 1996        | MADtv                                         | Herself                         | Guest host                                                                               |
| 1998-2000   | Jesse                                         | Jesse Warner                    | 2 Seasons; Lead role                                                                     |
| 2002, 2003  | Friends                                       | Amy Green                       | 2 tập: "The One With Rachel's Other Sister" and "The One Where Rachel's Sister Babysits" |
| 2004        | King of the Hill                              | Colette/Attorney (voice)        | 1 tập: "My Hair Lady"                                                                    |
| 2005        | 2005 Tony Awards                              | Herself                         | Presenter: 5 tháng 6 năm 2005                                                            |
| 2007        | 2007 Tony Awards                              | Herself                         | Presenter: 10 tháng 6 năm 2007                                                           |
| 2007-2009   | Samantha Who?                                 | Samantha Newly                  | 2 Seasons; Lead role                                                                     |
| 2008        | Reno 911!                                     | Seemji                          | 1 Episode: "Did Garcia Steal Dangle's Husband?'                                          |
| 2009        | Star-ving                                     | Herself                         | Episode 4: ""Married with Children"..The Movie"                                          |
| 2009        | Carrie Underwood: An All-Star Holiday Special | Performer                       |                                                                                          |

## Giải thưởng và đề cử

### Giải thưởng
- Emmy Award 2003 Outstanding Guest Actress in a Comedy Series - Friends
- 35th People's Choice Awards "Favorite Female TV Star"

### Đề cử
- Emmy Award 2004 Outstanding Guest Actress in a Comedy Series - Friends
- Tony Awards 2005 Best Leading Actress In A Musical - Sweet Charity
- Golden Globes 2008 Best Actress in a Television Series - Comedy or Musical - Samantha Who?
- Screen Actors Guild Awards 2008 Best Actress in a TV Comedy Series - Samantha Who?
- Teen Choice Awards 2008 Choice TV Actress: Comedy - Samantha Who?
- Television Critics Association Awards 2008 Individual Achievement in Comedy - Samantha Who?
- Emmy Award 2008 Outstanding Lead Actress in a Comedy Series - Samantha Who?
- Golden Globes 2009 Best Actress in a Television Series - Comedy or Musical - Samantha Who?
- TV Land Award 2009 Innovator Award - Married... with Children
- Emmy Award 2009 Outstanding Lead Actress in a Comedy Series - Samantha Who?
- Screen Actors Guild Awards 2010 Best Actress in a TV Comedy Series - Samantha Who?